# 138,6 mm/40 Model 1927
138,6mm/40 Model 1927 — 138-миллиметровое корабельное артиллерийское орудие, разработанное и производившееся в Франции. Состояло на вооружении ВМС Франции. Заменило морское орудие 138,6 mm/40 Model 1923. Предназначалось для вооружения контрминоносцев. Этими орудиями оснащались контрминоносцы типа «Эгль» и «Вокелен». Кроме того этими пушками были вооружены крейсер-минный заградитель «Плутон» и авизо типа «Бугенвилль». Дальнейшим развитием этого проекта стало орудие 138,6 mm/50 Model 1929, отличавшееся, главным образом, длиной ствола.

## Конструкция
Французский флот был не удовлетворён орудием 138,6mm/40 Model 1923. Будучи весьма мощной артиллерийской системой, оно имело совершенно недостаточную для своего тактического назначения скорострельность. Поэтому за основу орудия Model 1927 была принята конструкция немецкой 150-мм пушки, которая стала доступна французам в результате передачи им в счёт репараций немецкого эсминца S-113. У немецкого прототипа был заимствован, прежде всего, горизонтально-скользящий клиновой затвор полуавтоматического действия.

## Боеприпасы
Орудия стреляли снарядами двух типов — бронебойным, массой 40,6 кг и фугасным, массой 40,2 кг. Вес метательного заряда был увеличен до 12 кг, против прежних моделей. Бронебойный снаряд содержал 2,3 кг взрывчатого вещества. 138,6-мм снаряды были опасны даже для крейсеров.